# 4975 Dohmoto
A 4975 Dohmoto (ideiglenes jelöléssel 1990 SZ1) a Naprendszer kisbolygóövében található aszteroida. Fudzsii Tecuja és Vatanabe Kazuró fedezte fel 1990. szeptember 16-án.